# Urandi
Urandi är en kommun i Brasilien.   Den ligger i delstaten Bahia, i den östra delen av landet, 600 km öster om huvudstaden Brasília. Antalet invånare är 16 499.
Omgivningarna runt Urandi är huvudsakligen savann. Runt Urandi är det glesbefolkat, med 17 invånare per kvadratkilometer.